# 菊地康朗
菊地 康朗（きくち やすあき、1984年12月27日  - ）は、地方競馬・岩手に所属していた元騎手である。現役時代は水沢競馬場の三野宮通厩舎に所属していた。勝負服の柄は胴赤・白縦縞、袖赤・黄二本輪。秋田県出身、血液型B型。地方競馬教養センター騎手課程第78期生。

## 来歴
2003年9月29日付けで地方競馬騎手免許を取得。同年10月19日第8回盛岡競馬2日目第5競走C2条件戦モリユウニセイで初騎乗（10頭立て10番人気5着）。同年11月23日第10回盛岡競馬4日目第6競走C1条件戦をマルケイランズマンで1位入線（12頭立て6番人気）も、5位入線の1番人気カミノスピードの進路を妨害したため5着に降着となり騎乗停止処分が科された。同年12月22日第9回水沢競馬4日目第11競走C1条件戦をマルケイライズマンで優勝（12頭立て2番人気）し、23戦目で初勝利。
2008年4月20日第2回水沢競馬2日目第10競走第20回五葉山賞をスピードパンチで優勝（8頭立て1番人気）し、特別競走初制覇。同年6月8日第1回盛岡競馬5日目第7競走C1七組条件戦をハートウォーマーで優勝（9頭立て4番人気）し、地方競馬通算100勝達成。
しかし2015年6月5日付をもって騎手免許を返上、引退した。
生涯通算成績は5849戦318勝・2着356回・3着488回で、勝率5.4%・連対率11.5%だった（2015年6月5日引退時点）。